# توکاخندان غول‌پیکر
توکاخندان غول‌پیکر (نام علمی: Ianthocincla maxima) یک گونه پرنده از تیرهٔ توکایان خندان (Leiothrichidae) است که در مرکز چین و شمال هند و میانمار یافت می‌شود. زیستگاه طبیعی آن جنگل‌های معتدل است.